# Shackleford
Shackleford – wieś w Anglii, w hrabstwie Surrey, w dystrykcie Guildford. Leży 51 km na południowy zachód od centrum Londynu. Miejscowość liczy 744 mieszkańców.